# Guillem Crespí
Guillem Crespí Hromcová (* 26. Dezember 2002 in Barcelona) ist ein spanischer Leichtathlet, der sich auf den Sprint spezialisiert hat.

## Sportliche Laufbahn
Erste internationale Erfahrungen sammelte Guillem Crespí im Jahr 2023, als er bei den U23-Mittelmeer-Meisterschaften in Valencia in 6,77 s den fünften Platz im 60-Meter-Lauf belegte. Im Juli belegte er bei den U23-Europameisterschaften in Espoo in 10,34 s den fünften Platz über 100 Meter und verpasste mit der spanischen 4-mal-100-Meter-Staffel in 39,88 s den Finaleinzug. Bei den World Athletics Relays 2024 in Nassau kam er in der 4-mal-100-Meter-Staffel zum Einsatz und im Juni belegte er bei den Europameisterschaften in Rom in 10,18 s den sechsten Platz im 100-Meter-Lauf. 2025 erreichte er bei den Halleneuropameisterschaften in Apeldoorn das Finale über 60 Meter und belegte dort in 6,59 s den sechsten Platz.

## Persönliche Bestleistungen
- 100 Meter: 10,18 s (+0,7 m/s), 8. Juni 2024 in Rom
  - 60 Meter (Halle): 6,58 s, 8. März 2025 in Apeldoorn
- 200 Meter: 20,97 s (+0,9 m/s), 20. Juli 2024 in Ninove